# 澤盧夫
澤盧夫是波蘭的城鎮，位於該國中部，距離首府羅茲50公里，由羅茲省負責管轄，始建於十三世紀，面積10.75平方公里，2006年人口8,173。在第三次瓜分波蘭中，該鎮在1795年被納入普魯士王國管治範圍。
51°28′N 19°13′E / 51.467°N 19.217°E